# La Mort et le Mourant
La Mort et le Mourant est la première fable du livre VIII de Jean de La Fontaine situé dans le second recueil des Fables de La Fontaine, édité pour la première fois en 1678.
La source de cette fable est le récit d'Abstémius "Le vieillard qui voulait remettre sa mort à plus tard" (Hecatonmythium, XCIX).